# كومار سانو
كومار سانو (كيدارناث بهاتاشاريا) (بالبنغالية: কেদারনাথ ভট্টাচার্য)‏، من مواليد 23 سبتمبر، 1957 في كالكوتا، وهو مغني إعادة (Playback) في أفلام بوليوود، وحصل على جائزة فيلمفير لأفضل صوت مسجل لمدة خمس سنوات متتالية، كما حاز على جائزة بادما شري عام 2009، وهي واحدة من أعلى الأوسمة المدنية في الهند وتمنح من قبل حكومة الهند.

## طفولته
والد كومار سانو، باشوباتي بهاتاشاريا كان مغنياً كلاسيكياً ومؤلفاً موسيقياً بارعاً. قام بتدريب سانو على الغناء وعزف الطبلة. وبعد حصوله على شهادة البكالوريوس في التجارة من جامعة كالكوتا، بدأ سانو أداءه علناً عام 1979، فقد قام بالغناء في المعارض والمطاعم حول كالكوتا. واحتذى في غناءه بأسلوب المطرب الهندى المشهور في بوليوود كيشور كومار، ثم قام بتطوير أسلوبه في الغناء في وقت لاحق.

## حياته المهنية
في عام 1987، عرض عليه المخرج الموسيقي والمطرب جاغجيت سينغ الفرصة ليقوم بالغناء في الفيلم الهندي Aandhiyan ومن ثم انتقل سانو إلى مدينة مومباي، حيث أعطاه الأخوين كاليانجي وأناندجي الفرصة للغناء في فيلم Jaadugar. ثم اقترح عليه الأخوين كاليانجي وأناندجي تغيير اسمه من كيدارناث بهاتاشاريا إلى كومار سانو.
سانو بدأ الغناء في أفلام جاغجيت سينغ، ثم انتقل بعد ذلك للعمل مع ملحنين مثل: نوشاد، رافيندرا جاين، هريداياناث مانجيشكار، بت.ر.ك رازدان، كاليانجي-أناندجي، أوشا خانا...إلخ.
وجاءت انطلاقة سنو عام 1990،حيث فيلم Aashiqui. فقد أعطى مدير الموسيقى نديم - شرافان سانو كل أغانى الفيلم ما عدا واحدة، وقد لاقى سانو نجاحاً سريعاً، وفاز بجائزته الفيلمفير الأولى كأفضل مغني إعادة ذكر. وحصل على جوائز فيلمفير أخرى لغناءه في أفلام مثل: Saajan عام (1991)، Deewana عام (1992)، Baazigar عام (1993) و1942: A Love Story عام (1994).
وكثيراً ما تعاون سانو مع نديم-شرافان، وتعاونهم يشمل أغاني في أفلام مثل: Aashiqi عام (1990)، Dil Hai Ki Manta Nahin عام (1991)، Sadak عام (1991) Saajan أيضا عام (1991)، Dewana عام (1992)إلخ....
وفي مسيرة امتدت لعقدين من الزمن، قام سانو بالغناء مع الكثير من الملحنين الناجحين من أمثال: ر. د. بورمان، أناند-ملند، أنو مالك، جاتين-لاليت، نديم-شرافان، هيميش ريشاميا، إسماعيل داربار، كاليانجي-أناندجي، لاكشميكانت-بياريلال، راجيش روشان، ساجد-واجد، فيجو شاه، أوتام سينغ، رام لاكشمان، ديليب سين-سمير سين، أناند راج أناند، آديش شريفاستافا، فيشال-شيخار، م. م. كيرافاني وفيشال بهارادواج. وضرب رقماً قياسياً جديداً في موسوعة غينيس للأرقام القياسية بغناءه لثمانى وعشرين أغنية في يوم واحد عام 1993.

## جوائز
- 2009: حاز على جائزة بادما شري، واحدة من أعلى الأوسمة المدنية في جمهورية الهند.

### Filmfare Awards
| السنة | الأغنية                        | الفيلم             | الملحن         | القصائد      |
| ----- | ------------------------------ | ------------------ | -------------- | ------------ |
| 1990  | "Ab Tere Bin"                  | Aashiqui           | Nadeem-Shravan | Sameer       |
| 1991  | "Mera Dil Bhi Kitna Pagal Hai" | Saajan             | Nadeem-Shravan | Sameer       |
| 1992  | "Sochenge Tumhe Pyaar"         | Deewana            | Nadeem-Shravan | Sameer       |
| 1993  | "Yeh Kaali Kaali Aankhen"      | Baazigar           | Anu Malik      | Rani Malik   |
| 1994  | "Ek Ladki Ko Dekha"            | 1942: A Love Story | R. D. Burman   | Javed Akhtar |

### جوائز نجم الشاشة (Star Screen Award)
| السنة | الأغنية             | الفيلم             | الملحن       | القصائد      |
| ----- | ------------------- | ------------------ | ------------ | ------------ |
| 1994  | "Ek Ladki Ko Dekha" | 1942: A Love Story | R. D. Burman | Javed Akhtar |

## وصلات خارجية
- كومار سانو على موقع IMDb (الإنجليزية)
- كومار سانو على موقع ميوزك برينز (الإنجليزية)
- كومار سانو على موقع أول موفي (الإنجليزية)
- كومار سانو على موقع ديسكوغز (الإنجليزية)
- كومار سانو على موقع قاعدة بيانات الفيلم (الإنجليزية)
- كومار سانو على موقع كينوبويسك (الروسية)